# Novi trg, Ljubljana
Novi trg je eden izmed treh najstarejših trgov v Ljubljani (poleg Starega in Mestnega trga), saj je omenjen že v virih iz 13. stoletja. Na eni strani meji na obrežje Ljubljanice, na drugi pa na Gosposko ulico.

## Zgodovina
Prvotno je bilo področje današnjega Novega trga last Spanheimov. Slednji so ga del v začetku 13. stoletja podarili nemškemu viteškemu redu (današnje Križanke). Prva omemba trga se pojavi leta 1307. Konec 15. stoletja pa se je tu naselil vicedom, namestnik deželnega gospoda. To je bil tudi eden izmed treh predelov, okoli katerih se je razvila srednjeveška Ljubljana. Do leta 1515 je bil Novi trg del ljubljanskega geta. Ob koncu 16. stoletja so bile tukaj še lesene hiše, kasneje pa so zrasle večje zidane zgradbe. V 17. in 18. stoletju so na trgu nastale lepe palače, med njimi tudi Lontovž.
V času nemško-avstrijske vladavine v Ljubljani je bil trg znan kot Neuer trg.
Leta 1876 je bil trg preimenovan v Turjaški trg oz. Auerspergplatz v počastitev sedemdesetletnice pesnika in državnika, grofa Antona Auersperga.
Leta 1923 je občinski svet preimenoval v Karl Marxov trg oz. krajše le Marxov trg. To poimenovanje pa je bilo kratko, saj so leta 1928 vrnili prvotno in trenutno ime trga - Novi trg.

## Urbanizem
Današnji Novi trg poteka v smeri zahod-vzhod, skoraj pravokotno na Ljubljanico. Na zahodu ga zapira križišče Gosposke in Turjaške ulice, medtem ko ga na vzhodu omejuje Breg. Na severni in južni strani se nahajajo zgradbe. Najpomembnejša je Lontovž, sedež Slovenske akademije znanosti in umetnosti. Še pred potresom so trg proti Ljubljanici zapirale štiri hiše, ki pa so bile zaradi poškodb kasneje podrte. Najlešpa med njimi je bila renesančna stavba z vogalnim pomolom, ki so jo podrli leta 1913. Edina, ki stoji še danes je zgradba pb Čevljarskem mostu v kateri je lokal Pri zlati ladjici.
Na spodnjem delu trga stoji vodnjak, ki je narejen iz delov školjk baročnega vodnjaka iz Auerspergovih vrtov. Vodnjak je bil rekonstruiran po načrtu arhitekta Borisa Kobeta.
Zadnje spremembe je trg doživel ob izgradnji poslopja NUK na mestu Knežjega dvorca in ureditve križišča s Turjaško ulico.